# Protokol o výsadním postavení
Protokol o výsadním postavení byla dohoda uzavřená v roce 1912 mezi čínských císařským dvorem dynastie Čching a novou republikánskou vládou a zajišťovala poslednímu čínskému císaři výsadní postavení v nové republice. Díky protokolu o výsadním postavení mohl císař Pchu I i nadále pobývat v Zakázaném městě, pobírat státní rentu a oficiálně užívat titul čínského císaře. Z velkého císařskáho dvora se stal tzv. Malý dvůr.
Když se moci v Číně v roce 1924 zmocnil Kuomintang, nová vláda zrušila Protokol o výsadním postavení a vyhnala císaře Pchu Iho ze Zakázaného města.

## Text protokolu o výsadním postavení
- Císaři velkých Čchingů bude po abdikaci ponechán čestný titul císaře. Čínská republika k němu bude přistupovat jako k panovníkovi cizí země.
- Císaři velkých Čchingů bude (po abdikaci) vyplácena roční renta ve výši 4 milionů liangů, po zavedéní nové měny 4 miliony jüanů. Výdaje ponese čínská republika.
- Císař velkých Čchingů setrvá v palácích Zakázaného města, později se přesune do letního paláce I-che-jüan. Ponechá si osobní gardu.
- Po abdikaci císaře velkých Čchingů budou oběti v chráměch předků a jejich hrobek vykonávány navěky. Čínská republika zřídí gardu na jejich obranu a bude se o ně s péčí starat.
- Hrobka císaře Kuang-sü bude dostavěna podle stavebního plánu. Všechny náklady ponese Čínská republika.
- Veškerý personál, vykonávající různé služby v paláci, bude ponechán, napřístě však nebude dovoleno přijímat nové eunuchy.
- Po abdikaci císaře velkých Čchingů se bude jeho stávající soukromý majetek těšit zvláštní ochraně Čínské republiky.
- Stávající palácová garda bude začleněna do pozemních vojsk Čínské republiky. Její početní stav a žold bude zachován